# Wisembach (België)
Wisembach (Luxemburgs: Wiisbach, Waals: Wizamba) is een dorp dat deel uitmaakt van de Belgische gemeente Fauvillers in de Provincie Luxemburg in het Waals gewest. Wisembach valt onder de deelgemeente Tintange, die wordt gerekend tot het Land van Aarlen.
Het dorp ligt aan de Nationale weg N858, tussen Fauvillers en Martelange.
Deelgemeenten: Fauvillers · Hollange · Tintange

Overige dorpen: Bodange · Burnon · Honville · Hotte · Malmaison · Menufontaine · Sainlez · Strainchamps · Warnach · Wisembach

Belgische gemeenten · Arrondissement Bastenaken · Luxemburg · Wallonië